# Bisse du Ro
Le bisse du Ro est un bisse situé au-dessus de Crans-Montana dans le canton du Valais, en Suisse.
D'une longueur de 5 kilomètres, il se situe entre 1 750 et 1 450 mètres d'altitude.
Construit au XIVe siècle, le bisse a été modifié en 1925 pour amener l'eau du lac Huton à l'Ertense en raison du faible débit du torrent. Il a été abandonné en 1947 lorsqu'il a été canalisé dans sa totalité. Aujourd'hui, il est devenu un chemin de randonnée de 3 heures. Le bisse traverse de fortes falaises où tous les passages sont sécurisés. 
Le nouveau Bisse du Ro a été rénové et remis en eau en 2015 sur les vingt premières minutes de marche. Après, il reste comme avant, avec des passages creusés dans la roche.

## État actuel
Actuellement, le bisse a été rénové au début du parcours depuis Crans-Montana.
Le parcours du Bisse du Rho est spectaculaire et traverse des falaises vertigineuses. tous les passages sont sécurisés. Pour la deuxième moitié du parcours, les passages vertigineux sont sécurisés avec une main courante uniquement ! Déconseillé aux personnes souffrant du vertige.